# Arquidiócesis de Halifax-Yarmouth
La arquidiócesis de Halifax-Yarmouth (en latín: Archidioecesis Halifaxien(sis)-Yarmuthen(sis) y en inglés: Roman Catholic Archdiocese of Halifax-Yarmouth) es una circunscripción eclesiástica latina de la Iglesia católica en Canadá, sede metropolitana de la provincia eclesiástica de Halifax-Yarmouth. La arquidiócesis tiene al arzobispo Brian Joseph Dunn como su ordinario desde el 27 de noviembre de 2020. 

## Territorio y organización
La arquidiócesis tiene 34 055 km² y extiende su jurisdicción sobre los fieles católicos de rito latino residentes en 11 condados de la provincia de Nueva Escocia: Queens, Lunenburg, Halifax, Hants, Cumberland, Colchester, Kings, Annapolis, Digby, Yarmouth y Shelburne. Los últimos 5 constituían la diócesis de Yarmouth antes de la unión con Halifax.
La sede de la arquidiócesis se encuentra en la ciudad de Halifax, en donde se halla la Catedral basílica de Santa María. En Yarmouth se encuentra la Concatedral de San Ambrogio.
En 2019 en la arquidiócesis existían 66 parroquias.
La arquidiócesis tiene como sufragáneas a las diócesis de: Antigonish y Charlottetown.

## Historia
Los primeros misioneros llegaron al territorio de la actual arquidiócesis a principios del siglo XII, cuando se fundó la ciudad de Port Royal en Acadia. De 1610 se conoce al sacerdote francés Jessé Fleché, natural de Langres. En 1611 llegaron los jesuitas, en 1619 los recoletos y en 1632 los capuchinos.
A partir de 1659 los territorios de Acadia quedaron sujetos a la jurisdicción de los vicarios apostólicos de Quebec, quienes tenían la responsabilidad de enviar a los misioneros a la región, que fue visitada dos veces (1686 y 1689) por Jean-Baptiste Saint-Vallier, vicario general y entonces obispo de Quebec.
En 1713 Acadia se convirtió en colonia británica. Inicialmente, se concedió a los colonos franceses la libertad de profesar su fe, pero en 1755 todos los franceses fueron expulsados y en 1758 se introdujeron leyes restrictivas contra los católicos, aunque nunca se aplicaron estrictamente y el catolicismo pudo sobrevivir. La mayor dificultad fue la falta de sacerdotes, debido a la prohibición impuesta por los británicos de recibir sacerdotes de Francia, lo que impedía a los obispos de Quebec enviar misioneros a Acadia.
En la segunda mitad del siglo XVIII las regiones de Nueva Escocia, Nuevo Brunswick y la Isla del Príncipe Eduardo vieron la llegada de numerosos inmigrantes irlandeses. En 1772 un sacerdote irlandés, James Mac Donald, se instaló en la isla del Príncipe Eduardo, mientras que en 1785 un capuchino de Cork se instaló en Halifax. En 1787 un sacerdote inglés llamado Jonas fue nombrado por el obispo de Quebec como superior de las misiones de Nueva Escocia, con poderes similares a los de un vicario general para esas tierras. Jonas fue sucedido por un sacerdote irlandés, Edmund Burke. Estos nombramientos fueron un signo de la creciente importancia que asumieron los católicos de habla inglesa en las regiones atlánticas de las colonias británicas canadienses.
Edmund Burke se dio cuenta de que el progreso del catolicismo en Nueva Escocia y otras regiones solo podía garantizarse mediante el establecimiento de una jurisdicción eclesiástica independiente de Quebec, un centro demasiado alejado de las tierras de la misión atlántica. Así fue como el 4 de julio de 1817 se erigió el vicariato apostólico de Nueva Escocia, obteniendo el territorio de la diócesis de Quebec (hoy arquidiócesis).
A la muerte de Edmund Burke en 1820, primer vicario apostólico, la sede quedó vacante durante 5 años, debido a la dificultad de encontrarle un sucesor. Finalmente, se nombró a William Fraser, nativo de Escocia, quien se negó a vivir entre los irlandeses en Halifax y, por lo tanto, trasladó su sede a Arichat en la isla del Cabo Bretón, que fue cedida por la diócesis de Quebec al vicariato apostólico de Nueva Escocia el 4 de septiembre de 1829 en virtud del breve Inter multiplices del papa León VIII. En 1836 también se unió al vicariato apostólico la colonia británica de las islas Bermudas.
El 15 de febrero de 1842, debido al breve Ex munere del papa Gregorio XVI, el vicariato apostólico de Nueva Escocia fue elevado a diócesis con el nombre de diócesis de Halifax, originalmente sufragánea de la arquidiócesis de Quebec. Las dificultades creadas por el obispo William Fraser se resolvieron el 27 de septiembre de 1844, cuando Halifax cedió una parte de su territorio para la erección de la diócesis de Arichat (hoy diócesis de Antigonish) mediante el breve Decet Romanum del papa Gregorio XVI, y Fraser fue trasladado allí como primer obispo.
El 4 de mayo de 1852 la diócesis de Halifax fue elevada al rango de arquidiócesis metropolitana en virtud del breve Ad Romanum Pontificem del papa Pío IX. La primera provincia eclesiástica de Halifax incluía las diócesis de Arichat, Charlottetown y Saint John.
El siglo XIX fue un período de gran desarrollo para la diócesis de Halifax. Se construyeron colegios, academias para niñas, un orfanato, un hospital, el seminario episcopal, varias escuelas parroquiales. Varias congregaciones religiosas abrieron residencias en la diócesis. Entre los obispos del siglo XIX estuvo Thomas Louis Connolly (1859-1876), quien tuvo parte en el nacimiento de la federación de las colonias británicas de América del Norte en 1867 y quien se señaló ante el Concilio Vaticano I como un miembro activo de la minoría que se opuso a la definición del dogma de la infalibilidad papal.
En el siglo XX la arquidiócesis se desarrolló aún más, pero experimentó un momento de gran dificultad durante el episcopado de John Thomas McNally (1937-1952), quien, queriendo reconstruir St. Mary's College en un nuevo sitio, puso en serio peligro las finanzas de la arquidiócesis, al borde de la quiebra; esta fue también la ocasión de un enfrentamiento con el delegado apostólico Ildebrando Antoniutti.
Otra dificultad fue la tensión, siempre latente en la historia de la arquidiócesis, entre los angloparlantes y los francófonos, que finalmente condujo a la decisión de separar la parte suroeste de Nueva Escocia de Halifax, mayoritariamente habitada por francófonos, y erigir el 6 de julio de 1953, la diócesis de Yarmouth, con la bula Romani partes del papa Pío XII.
El 19 de febrero de 1953 Halifax también cedió las islas Bermudas para la erección de una prefectura apostólica independiente (hoy diócesis de Hamilton en Bermudas) mediante la bula Quo spiritualibus del papa Pío XII.
El 22 de octubre de 2009 la arquidiócesis de Halifax se unió a la diócesis de Yarmouth y tomó su nombre actual.

## Estadísticas
De acuerdo con el Anuario Pontificio 2020 la arquidiócesis tenía a fines de 2019 un total de 209 900 fieles bautizados.
| Año                                                                             | Población            | Población | Población      | Sacerdotes | Sacerdotes    | Sacerdotes    | Bautizados por sacerdote | Diáconos permanentes | Religiosos | Religiosos | Parroquias |
| Año                                                                             | Bautizados católicos | Total     | % de católicos | Total      | Clero secular | Clero regular | Bautizados por sacerdote | Diáconos permanentes | Varones    | Mujeres    | Parroquias |
| ------------------------------------------------------------------------------- | -------------------- | --------- | -------------- | ---------- | ------------- | ------------- | ------------------------ | -------------------- | ---------- | ---------- | ---------- |
| Arquidiócesis de Halifax                                                        |                      |           |                |            |               |               |                          |                      |            |            |            |
| 1950                                                                            | 83 500               | 462 000   | 18.1           | 149        | 97            | 52            | 560                      |                      | 26         | 865        | 62         |
| 1966                                                                            | 88 000               | 375 000   | 23.5           | 126        | 86            | 40            | 698                      |                      | 45         | 800        | 49         |
| 1968                                                                            | 120 000              | 450 000   | 26.7           | 135        | 90            | 45            | 888                      |                      | 47         | 580        | 50         |
| 1976                                                                            | 112 040              | 414 663   | 27.0           | 100        | 75            | 25            | 1120                     | 3                    | 26         | 440        | 47         |
| 1980                                                                            | 107 800              | 401 000   | 26.9           | 102        | 73            | 29            | 1056                     | 6                    | 32         | 440        | 51         |
| 1990                                                                            | 140 640              | 496 800   | 28.3           | 98         | 72            | 26            | 1435                     | 23                   | 27         | 382        | 53         |
| 1999                                                                            | 155 000              | 658 170   | 23.6           | 85         | 64            | 21            | 1823                     | 26                   | 22         | 304        | 53         |
| 2000                                                                            | 155 000              | 634 100   | 24.4           | 84         | 64            | 20            | 1845                     | 26                   | 21         | 292        | 53         |
| 2001                                                                            | 155 000              | 517 833   | 29.9           | 84         | 63            | 21            | 1845                     | 25                   | 23         | 287        | 53         |
| 2002                                                                            | 155 000              | 517 833   | 29.9           | 91         | 69            | 22            | 1703                     | 25                   | 24         | 290        | 54         |
| 2003                                                                            | 155 000              | 540 922   | 28.7           | 83         | 58            | 25            | 1867                     | 24                   | 27         | 209        | 54         |
| 2004                                                                            | 155 000              | 540 821   | 28.7           | 83         | 60            | 23            | 1867                     | 24                   | 25         | 264        | 52         |
| 2006                                                                            | 161 125              | 564 583   | 28.5           | 80         | 64            | 16            | 2014                     | 28                   | 17         | 243        | 53         |
| Diócesis de Yarmouth                                                            |                      |           |                |            |               |               |                          |                      |            |            |            |
| 1966                                                                            | 27 053               | 118 760   | 22.8           | 55         | 35            | 20            | 491                      |                      | 14         | 87         | 46         |
| 1970                                                                            | 31 636               | 127 096   | 24.9           | 48         | 33            | 15            | 659                      |                      | 18         | 91         | 25         |
| 1976                                                                            | 36 000               | 131 000   | 27.5           | 43         | 26            | 17            | 837                      |                      | 18         | 75         | 25         |
| 1980                                                                            | 36 360               | 137 700   | 26.4           | 44         | 26            | 18            | 826                      |                      | 20         | 66         | 24         |
| 1990                                                                            | 36 000               | 145 000   | 24.8           | 33         | 19            | 14            | 1090                     | 2                    | 17         | 50         | 41         |
| 1999                                                                            | 28 000               | 146 329   | 19.1           | 27         | 23            | 4             | 1037                     | 1                    | 6          | 33         | 24         |
| 2000                                                                            | 25 740               | 146 329   | 17.6           | 26         | 24            | 2             | 990                      | 2                    | 2          | 26         | 24         |
| 2001                                                                            | 25 386               | 146 329   | 17.3           | 30         | 28            | 2             | 846                      | 1                    | 2          | 28         | 24         |
| 2002                                                                            | 24 400               | 146 329   | 16.7           | 28         | 28            |               | 871                      | 1                    |            | 25         | 24         |
| 2003                                                                            | 24 500               | 146 329   | 16.7           | 26         | 26            |               | 942                      |                      |            | 23         | 24         |
| 2004                                                                            | 36 000               | 143 261   | 25.1           | 27         | 27            |               | 1333                     |                      |            | 18         | 24         |
| Arquidiócesis de Halifax-Yarmouth                                               |                      |           |                |            |               |               |                          |                      |            |            |            |
| 2010                                                                            | 207 900              | 733 300   | 28.3           | 95         | 76            | 19            | 2188                     | 34                   | 20         | 214        | 71         |
| 2013                                                                            | 197 200              | 733 000   | 26.9           | 87         | 70            | 17            | 2266                     | 37                   | 17         | 172        | 69         |
| 2016                                                                            | 202 390              | 757 224   | 26.7           | 77         | 62            | 15            | 2628                     | 43                   | 15         | 135        | 66         |
| 2019                                                                            | 209 900              | 785 300   | 26.7           | 74         | 62            | 12            | 2836                     | 43                   | 12         | 95         | 66         |
| Fuente: Catholic-Hierarchy, que a su vez toma los datos del Anuario Pontificio. |                      |           |                |            |               |               |                          |                      |            |            |            |

## Episcopologio

### Sede de Halifax
- Edmund Burke † (4 de julio de 1817-29 de noviembre de 1820 falleció)
  - Sede vacante (1820-1825)
- William Fraser (Frazer) † (3 de junio de 1825-27 de septiembre de 1844 nombrado obispo de Arichat)
- William Walsh † (27 de septiembre de 1844 por sucesión-10 de agosto de 1858 falleció)
- Thomas Louis Connolly, O.F.M.Cap. † (8 de abril de 1859-27 de julio de 1876 falleció)
- Michael Hannan † (16 de febrero de 1877-17 de abril de 1882 falleció)
- Cornelius O'Brien † (1 de diciembre de 1882-9 de marzo de 1906 falleció)
- Edward Joseph McCarthy † (27 de junio de 1906-26 de enero de 1931 falleció)
- Thomas O'Donnell † (26 de enero de 1931 por sucesión-13 de enero de 1936 falleció)
- John Thomas McNally † (17 de febrero de 1937-18 de noviembre de 1952 falleció)
- Joseph Gerald Berry † (28 de noviembre de 1953-12 de mayo de 1967 falleció)
- James Martin Hayes † (22 de junio de 1967-6 de noviembre de 1990 renunció)
- Austin-Emile Burke † (8 de julio de 1991-13 de enero de 1998 retirado)
- Terrence Thomas Prendergast, S.I. (30 de junio de 1998-14 de mayo de 2007 nombrado arzobispo de Ottawa)
- Anthony Mancini (18 de octubre de 2007-22 de octubre de 2009 nombrado arzobispo de Halifax-Yarmouth)

### Sede de Yarmouth
- Albert Leménager † (6 de julio de 1953-17 de agosto de 1967 falleció)
- Austin-Emile Burke † (1 de febrero de 1968-8 de julio de 1991 nombrado arzobispo de Halifax)
- James Matthew Wingle (31 de mayo de 1993-9 de noviembre de 2001 nombrado obispo de Saint Catharines)
  - Sede vacante (2001-2009)[9]

### Sede de Halifax-Yarmouth
- Anthony Mancini (22 de octubre de 2009-27 de noviembre de 2020 retirado)
- Brian Joseph Dunn, por sucesión el 27 de noviembre de 2020